# Bu Yunchaokete
Dans ce nom chinois, le nom de famille, Bu, précède le nom personnel.
Bu Yunchaokete, ou Buyunchaokete, né le 19 janvier 2002 à Börtala dans le Xinjiang, est un joueur de tennis chinois, professionnel depuis 2021.

## Carrière
Né dans la province autonome du Xinjiang, Bu Yunchaokete a des origines mongoles. Son nom dans sa langue natale s'écrit en un seul mot : Buyunchaokete. Il est basé à Alicante en Espagne où il s'entraîne à la Ferrero Tennis Academy.
Prometteur durant ses années junior, il atteint le 5e rang mondial à l'issue de la saison 2018 grâce à un titre au championnat d'Asie/Océanie. Pratiquement invaincu sur le circuit chinois, il compte à son palmarès 22 titres dont 13 en simple.
En raison d'une blessure à l'épaule et des difficultés de voyage en Chine consécutives à la pandémie de Covid-19, Bu Yunchaokete n'entame sa carrière professionnelle qu'en décembre 2021. Pour sa première saison complète en 2022, il dispute pas moins de 115 matchs et en remporte 88. Il s'impose à trois reprises en Tunisie, deux fois en Thaïlande et une fois en Géorgie. En 2023, il se distingue en remportant en avril le tournoi Challenger de Séoul.

### 2024: Entrée dans le top 100
Il confirme en 2024 avec cinq finales disputées en Challenger pour deux titres à Wuxi et Granby. Il se qualifie pour l'US Open où il est battu au premier tour par Casper Ruud.
Lors de la tournée asiatique, il se révèle en atteignant tout d'abord les demi-finales à Hangzhou Il élimine d'abord Hugo Gaston (7-5, 6-3), Karen Khachanov (7-67, 4-6, 6-3) et  Mikhail Kukushkin (6-4, 6-2). Il est défait par son compatriote Zhang Zhizhen dans la première demie finale 100% chinoise du circuit ATP. Puis à l'ATP 500 de Pékin où il écarte le 19e mondial Lorenzo Musetti au second tour (6-2, 6-4), et le 6e mondial Andrey Rublev en quarts (7-5, 6-4). Éliminé par Jannik Sinner il offre malgré tout une bonne résistance lors du second set (6-3, 7-63).
À Metz il élimine le français Adrian Mannarino au premier tour (7-64, 6-4) puis Jesper de Jong (6-4, 7-61). Il rencontre Alex Michelsen en quart de finale. Il perd à ce stade en trois sets où il a néanmoins obtenu le premier set (7-66, 2-6, 4-6).

### 2025
Après deux défaites au premier tour à Auckland (face à Jan-Lennard Struff) et à l'Open d'Australie face à Hady Habib). Il doit attendre le tournoi de Montpellier pour enfin passer le premier tour. Huitième tête de série, il élimine Daniel Altmaier (7-61, 6-3) au premier tour. Il poursuit ensuite en éliminant le local Constant Lestienne (6-2, 6-1). Via un score de 6-3, 6-4, Félix Auger-Aliassime l'élimine au tour suivant.
À Delray Beach il élimine sévèrement Rinky Hijikata (6-2, 6-0), pour se retrouver face à la tête de série n°1 et 4e mondial, Taylor Fritz. Il perd à ce stade en deux sets.
Invité à Acapulco, il fait face au premier tour à un joueur qu'il n'a jamais battu en deux confrontations, Alex Michelsen. Il perd mais après un match intense (6-2, 65-7, 65-7). À Indian Wells et à Miami il ne passe qu'un tour perdant au 2e tour dans les deux tournois.
Il se rend à Turin où il obtient de bons résultats. Il vainc coup sur coup Giovanni Fonio (7-6 6-4), puis Fabio Fognini (7-5 6-2) et Francesco Passaro sur abandon. Il élimine ensuite facilement Camilo Ugo Carabelli (6-3 6-2). Alexander Bublik l'élimine en finale. Il essuie ensuite une série de défaites prématurées. Dont Wimbledon, où il hérite d'un tirage compliqué face à Brandon Nakashima. Durant un match de 3h40, où 35 aces ont été effectués, il est vaincu en quatre sets (4-6 6-4 6-7 4-6).

## Palmarès

### Titre en simple
Aucun

### Finale en simple
Aucune

## Parcours dans les tournois duGrand Chelem

### En simple
| Année | Open d'Australie | Open d'Australie | Internationaux de France | Internationaux de France | Wimbledon       | Wimbledon         | US Open         | US Open     |
| ----- | ---------------- | ---------------- | ------------------------ | ------------------------ | --------------- | ----------------- | --------------- | ----------- |
| 2024  | —                | —                | —                        | —                        | —               | —                 | 1er tour (1/64) | Casper Ruud |
| 2025  | 1er tour (1/64)  | Hady Habib       | 1er tour (1/64)          | Filip Misolic            | 1er tour (1/64) | Brandon Nakashima |                 |             |

N.B. : à droite du résultat se trouve le nom de l'ultime adversaire.

## Parcours dans lesMasters 1000
| Année | Indian Wells        | Miami                | Monte-Carlo         | Madrid               | Rome                | Canada            | Cincinnati          | Shanghai              | Paris |
| ----- | ------------------- | -------------------- | ------------------- | -------------------- | ------------------- | ----------------- | ------------------- | --------------------- | ----- |
| 2023  | —                   | —                    | —                   | —                    | —                   | —                 | —                   | 2e tour S. Korda      | —     |
| 2024  | —                   | —                    | —                   | —                    | —                   | —                 | —                   | 1er tour A. Michelsen | —     |
| 2025  | 2e tour D. Medvedev | 2e tour A. de Minaur | 1er tour L. Musetti | 1er tour J. Fearnley | 1er tour L. Darderi | 2e tour L. Sonego | 1er tour J. Fonseca |                       |       |

N.B. : sous le résultat se trouve le nom de l’ultime adversaire.

## Victoires sur le top 10
Toutes ses victoires sur des joueurs classés dans le top 10 de l'ATP lors de la rencontre.
| Légende      |
| Grand Chelem |
| Masters 1000 |
| ATP 500      |
| ATP 250      |

| # | B.Y.  | Tournoi | Année | Surface | Adversaire    | Rang | Tour | Score    |
| - | ----- | ------- | ----- | ------- | ------------- | ---- | ---- | -------- |
| 1 | no 96 | Pékin   | 2024  | Dur     | Andrey Rublev | no 6 | 1/4  | 7-5, 6-4 |

## Classements ATP en fin de saison
| Année          | 2022 | 2023 | 2024 |
| Rang en simple | 306  | 168  | 65   |
| Rang en double | 359  | 329  | 712  |

Source : (en) Classements de Bu Yunchaokete sur le site officiel de la Fédération internationale de tennis